# VII. Bridei pikt király
VII. Bridei (skót gaelül: Brude) egy pikt király volt a mai Skócia területén, 843-tól 845-ig. Uralkodása során Kenneth McAlpine-nal voltak jelentős küzdelmei. A Pikt Krónika szerint édesapja Uuthoil (neve megjelenik Fochel, Fotel, Fodel formában is) volt.

## Fordítás
- Ez a szócikk részben vagy egészben  a   Bridei VII című angol Wikipédia-szócikk ezen változatának fordításán alapul.  Az eredeti cikk szerkesztőit annak laptörténete sorolja fel. Ez a jelzés csupán a megfogalmazás eredetét és a szerzői jogokat jelzi, nem szolgál a cikkben szereplő információk forrásmegjelöléseként.